# Paralcis noctivolens
Paralcis noctivolens är en fjärilsart som beskrevs av Butler 1881. Paralcis noctivolens ingår i släktet Paralcis och familjen mätare. Inga underarter finns listade i Catalogue of Life.